# The Hills Have Eyes (2006)
The Hills Have Eyes är en amerikansk skräckfilm från 2006, skriven av Alexandre Aja och Grégory Levasseur och regisserad av Aja. Filmen är en nyinspelning av originalfilmen som kom 1977. Handlingen är ungefär densamma. Familjen Carter fastnar i öknen och plötsligt börjar mutanter anfalla dem.

## Rollista (urval)
- Aaron Stanford - Doug Bukowski
- Kathleen Quinlan - Ethel Carter
- Vinessa Shaw - Lynn Carter
- Emilie de Ravin - Brenda Carter
- Dan Byrd - Bobby Carter
- Tom Bower - bensinstationspersonal
- Billy Drago - Papa Jupiter
- Robert Joy - Lizard
- Ted Levine - Big Bob Carter[1]

## Om filmen
Filmen spelade in 70 miljoner.